# 린다 마
린다 마(Linda Marsh, 1939년 2월 8일 ~ )는 미국의 배우, 텔레비전 배우, 영화배우이다.
뉴욕에서 태어났다.

## 영화
- 특수기동대 (1975년)
- 형사 콤비 후리비와 빈 (1974년)
- 샌프란시스코 수사반 (1972년)
- 닥터 웰비 (1969년)
- 체 게바라 (1969년)
- 하와이 5-0수사대 (1968년)
- FBI (1965년)
- 아메리카 아메리카 (1963년)
- 딜론 보안관 (1955년)